# Aida Oulmou
Aida Oulmou   (Bugia, 26 d'abril de 1990) és una cantant algeriana.

## Biografia
De petita va entrar al Conservatori de la seua ciutat, i hi va aprendre solfeig i cant. Durant l'adolescència es va dedicar a la música i la dansa en associacions culturals i artístiques.
Després d'obtenir un títol en interpretació i un màster en traducció, col·labora en una comèdia musical i hi coneix el seu grup actual: GARAGE BAND.  
Després d'un curs Florent, decideix tornar al seu país natal i es consagra a la música, i en molts hotels actua regularment amb un repertori de jazz, blues, rock, rhythm and blues, funk i pop.
El 2019 guanya la semifinal del programa MBC The Voice Ahla Sawt.
El 2023 participa en la nova temporada de l'espectacle Coke Studio, en què interpreta dues cançons amb un nou enfocament musical.

## Programes de televisió
- Raïna Hak (amfitriona).
- La veu (semifinal).

## Cinema
- Heliòpolis: cantant

## Premi artístic
- Premi a la Revelació de l'Any 2015[15]